# 復氷
復氷（ふくひょう）は、ある種の固体に圧力を加えると融解し、圧力を取り去ると再凍結する現象。マイケル・ファラデーにより発見された。
復氷は水のように凍ると膨張する性質を持つ物質で起きる。このような物質では、融点が外部圧力の増加とともに下がるからである。
水の場合、融点は1atmごとに0.0072 °C下がるため、例えば−4 °Cの氷に500atmを加えると融解する。。
復氷は、氷塊の周りを細いワイヤをくくり、ワイヤに重りを垂らす実験で観察できる。ワイヤの圧力によってその部分の氷が溶けるので、ワイヤがブロック全体を通りぬける。一方で、ワイヤが通過した部分には圧力がかからなくなるため、溶けた氷はもどり、氷塊はワイヤが通り抜けた後も固体のままである（なお、この実験は本質的には妥当であるが、ワイヤが氷を通り抜ける過程の詳細は複雑である）。

## 表面融解

氷の融解曲線

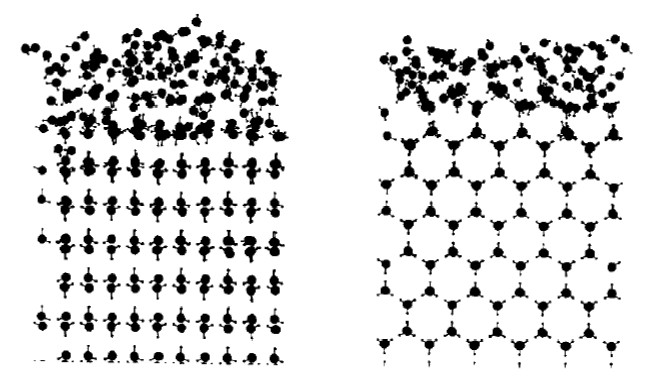
表面近くの氷の分子構造

融点よりはるかに低い温度の普通の結晶質の氷の場合、表面近くの原子にrelaxationがある。融点近くの氷のシミュレーションにより、原子位置の対称的なゆるみというよりは表面層で著しい融解があることが示されている。核磁気共鳴により、氷の表面の液体層の証拠が示されている。1998年、Astrid DöppenschmidtとHans-Jürgen ButtはAFMを用いて氷の上の液体のような層の厚さを−1 °Cでおよそ32 nm、−10 °Cでおよそ11 nmと測定した。
表面融解は以下の事項で説明することができる。
- スケートをする人が経験するような氷の低摩擦係数
- 氷の圧縮しやすさ
- 氷の表面の高い接着性

## 復氷の例
氷河はその下面に十分な大きさの圧力をかけ、氷の融点を下げることがある。氷河の底で氷が溶けることで、高地から低地に移動することができる。空気の温度が水の凝固点を超えると、低い標高で氷河の底から液体の水が流れることがある。

## 誤解
アイススケートは、復氷の例として挙げられる。しかし、必要な圧力はスケーターの体重よりもはるかに大きい。さらに、復氷は氷点下の温度でアイススケートする方法を説明していない。
雪玉の圧縮と作成は、古いテキストからの1つの例である。この場合も必要な圧力は手で加えることができる圧力よりはるかに大きい。

## 最近の進展
弾力があり、疎水性であり、熱的に安定している超固体スキンが水と氷の両方を覆う。水と氷のスキンは、同じ3450 cm-1のH-O伸縮フォノンにより特徴づけられる。氷上に液体が形成されることも氷層が水を覆うこともないが、超固体スキンは氷を滑りやすくし、水スキンを強くする。
圧縮下の水素結合(O:H-O)緩和。圧縮によりO:H非結合が短く硬くなり、同時にH-O共有結合が長くなり軟らかくなり、負の圧力効果が逆に生じる。
融点は共有結合の凝集エネルギーに比例する。それゆえ圧縮により融点が下がる。